# Fátimovské brigády
Fátimovské brigády (Arabsky: لواء الفاطميون, Liwa Fatemiyoun) je afghánská šíitská milice, zformovaná v roce 2014, aby bojovala po boku syrské vlády v tamní občanské válce. Byla založena, trénována a vybavena íránskými revolučními gardami. Členové skupiny sloužící pod íránským velením údajně dostávají 500 dolarů měsíčně. Skupina však tvrdí, že nebojují za peníze, ale za lásku. To znamená, že bojují, aby ochránili svatyni Zaynab bint Ali (Damašek). Skupina popřela, že by jí velela íránská vláda přímo. V současné době má více než 20 000 členů.

## Historie
7. května roku 2015 Írán připomněl 49 bojovníků skupiny, kteří padli v Sýrii. Skupina má dlouhou historii obrany Svatyně Zaynab bint Ali. Zaynab bint Ali je jedna z vnuček proroka Mohameda. Od června 2015 zemřelo pravděpodobně 700 členů v bojích u měst Damašek a Aleppo. Rekruty se nejčastěji stávají členové afghánského šíitského etnika Hazárů, který je ve vlasti často diskriminován. Někteří z bojovníků skupiny byli zajati Islámskou frontou a jejich osud je nejasný. Brigády se účastnily také osvobození Palmýry v březnu 2016.